# Wolfgang Peter Müller
Wolfgang Peter Müller (* 1960) ist ein deutscher Mittelalterhistoriker.

## Leben
Sein Geschichtsstudium schloss Müller 1986 an der Universität München mit dem M.A. ab, den Ph.D. in der Geschichte des Mittelalters/der Frühen Neuzeit erhielt er 1991 an der Syracuse University und den Dr. phil. habil. in mittelalterlicher Geschichte an der Universität Augsburg 1998. Er lehrt an der Fordham University, zunächst von 2000 bis 2011 als Associate Professor, seit 2011 als Professor.

## Schriften (Auswahl)
- Huguccio. The life, works, and thought of a twelfth-century jurist. Washington, D.C. 1994, ISBN 0-8132-0787-8.
- Die Abtreibung. Anfänge der Kriminalisierung 1140–1650. Köln 2000, ISBN 3-412-08599-5.
- als Herausgeber mit Mary E. Sommar: Medieval church law and the origins of the Western legal tradition. A tribute to Kenneth Pennington. Washington, D.C. 2006, ISBN 0-8132-1462-9.
- als Herausgeber mit Christian R. Lange und Christoph K. Neumann: Islamische und westliche Jurisprudenz des Mittelalters im Vergleich. Tübingen 2018, ISBN 978-3-16-155659-3.